# 多穆茲拉河
多穆茲拉河（羅馬化：Domuzla）是烏克蘭的河流，發源自該國南部新瓦西里夫卡西南面，流經扎波羅熱州，最終注入亞速海，河道全長23公里，流域面積568平方公里。